# دائرة خير الدين
دائرة خير الدين إحدى دوائر الجزائر التابعة لولاية مستغانم. عاصمتها هي خير الدين وتضم بلديات خير الدين وعين بودينار وصيادة.

## قائمة الهياكل الشبانية في الدائرة
- دار الشباب صيادة الشهيد بن قلة الشارف
- دار الشباب عين بودينار الأمير عبد القادر
- دار الشباب خير الدين الأمير عبد القادر
- مركب رياضي جواري خير الدين بدون تسمية